# Spicule (astronomie)
Pour les articles homonymes, voir Spicule.

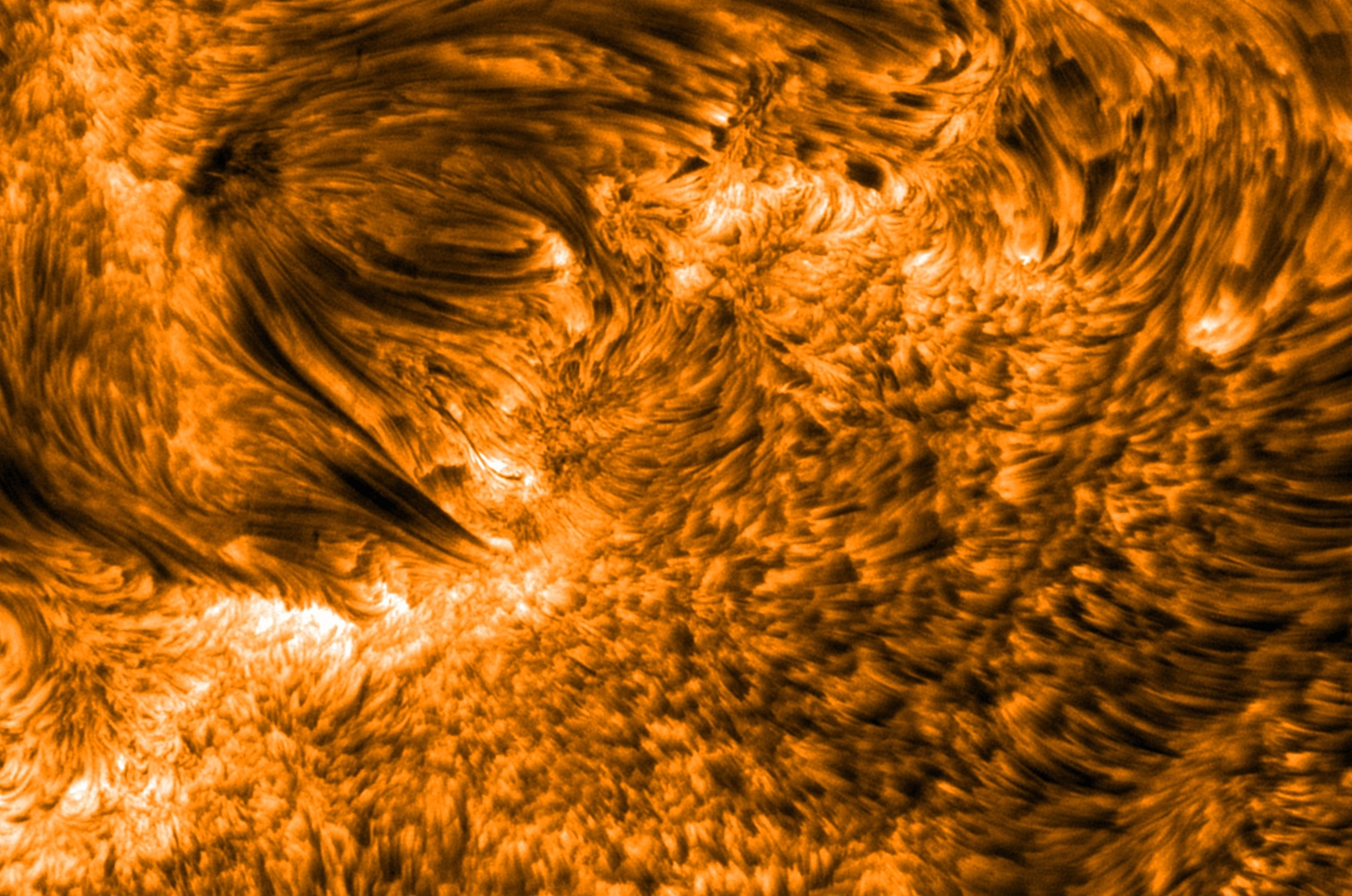
Spicules dans la région active du Soleil.

Les spicules sont des jets de gaz éphémères d'environ 500 kilomètres de diamètre et 10 000 kilomètres de hauteur s'élevant à grande vitesse se trouvant dans la chromosphère (couche externe de gaz entourant le Soleil). C'est Angelo Secchi qui découvre les spicules en 1877 à l'Observatoire du Vatican.

## Sources et références
- (en) Cet article est partiellement ou en totalité issu de l’article de Wikipédia en anglais intitulé « Spicule (solar physics) » (voir la liste des auteurs).